# Kanabidivarin
Kanabidivarin (CBDV) je kanabinoid iz biljke Cannabis koji nije psihoaktivan. On je homologan sa kanabidiolom (CBD). Njegov bočni lanac kraći za dva metilenska mosta (CH2 jedinice). Biljke sa relativno visokim nivoima CBDV su prisutne kod divljih vrsti C. indica iz severozapadne Indije, i u hašišu iz Nepala.

## Spoljašnje veze
- [http://www.erowid.org/plants/cannabis/cannabis_info2.shtml